# Tomy Drissi
Tomy Drissi, né le 9 décembre 1958 à Hollywood aux États-Unis, est un pilote automobile américain.

## Carrière
En 2017, toujours avec l'écurie BAR1 Motorsports, Tomy Drissi participa à deux épreuves du championnat WeatherTech SportsCar Championship, la manche de Détroit et les Petit Le Mans. Lors de cette dernière épreuve, pour la dernière course de l’histoire, il remporta la catégorie PC. En fin d'année, il participa en compagnie de Don Yount et toujours avec l'écurie BAR1 Motorsports aux essais préliminaires des 24 Heures de Daytona aux mains d'une Riley Mk. 30,. A ce jour, il s'agit de son dernier engagement dans le championnat WeatherTech SportsCar Championship.
En 2018, Tomy Drissi, bien qu'initialement annoncé aux mains de la Riley Mk. 30 de l'écurie aux 24 Heures de Daytona, ne participa pas à l'épreuve dû à des engagements professionnelles,.
En 2019, le Burtin Racing confirme l'engagement de Tomy Drissi pour deux nouvelles saisons dans le championnat Trans-Am.

## Palmarès

### WeatherTech United SportsCar Championship
| Année | Écurie           | Châssis     | Moteur                      | Classe | 1                | 2                | 3                | 4               | 5               | 6   | 7   | 8                | 9   | 10               | 11               | Position | Points |
| ----- | ---------------- | ----------- | --------------------------- | ------ | ---------------- | ---------------- | ---------------- | --------------- | --------------- | --- | --- | ---------------- | --- | ---------------- | ---------------- | -------- | ------ |
| 2015  | BAR1 Motorsports | Oreca FLM09 | Chevrolet LS3 6,2 l V8 Atmo | PC     | DAY gén:53 cls:8 | SEB gén:34 cls:7 | LGA              | BEL             | WGL             | MOS | LIM | ELK              | AUS | ATL gén:16 cls:3 |                  | 26e      | 33     |
| 2016  | BAR1 Motorsports | Oreca FLM09 | Chevrolet LS3 6,2 l V8 Atmo | PC     | DAY gén:29 cls:3 | SEB              | LBH gén:12 cls:4 | LGA             | BEL gén:8 cls:5 | WGL | MOS | LIM              | ELK | AUS              | ATL gén:24 cls:5 | 14e      | 114    |
| 2017  | BAR1 Motorsports | Oreca FLM09 | Chevrolet LS3 6.2 L V8 Atmo | PC     | DAY              | SEB              | COA              | DET gén:9 cls:2 | WGL             | MOS | ELK | PET gén:15 cls:1 |     |                  |                  | 10e      | 67     |